# 天使の罠
『天使の罠』（原題：天上女子 천상여자）は2014年韓国のテレビドラマ。103話。

## 概要
このテレビドラマは姉の死をきっかけに修道女になることを捨て姉を死に追いやった男らに復讐を決心した女の物語である。2014年6月2日から2014年1月6日にかけてKBS2チャンネルで放送された。

## 出演
イ・ソニョ：ユン・ソイ
チャン・テジョン：パク・ジョンチョル
ソ・ジヒ：ムン・ボニョン
ソ・ジソク：クォン・ユル

## スタッフ
- 演出：オ・スソン、ユ・ジョンソン
- 脚本：イ・ヘソン、アン・ソミン